# Юханнессон, Стефан
Стефан Юханнессон (швед. Stefan Johannesson; род. 22 ноября 1971, Стокгольм) — шведский футбольный арбитр международной категории.

## Карьера
Стефан Юханнессон начал судить с 1994 года. Через 6 лет он дебютировал во втором дивизионе чемпионата Швеции и работать на международных товарищеских играх. Через год он стал судить встречи высшего шведского дивизиона. С 2003 года Юханнессон стал арбитром ФИФА, в частности судил встречи отборочного турнира к чемпионатам мира и Европы где провел по пару матчей. Судил матчи Лиги Европы несколько лет. 